# ان‌جی‌سی ۳۰۷۳
ان‌جی‌سی ۳۰۷۳ یک کهکشان عدسی کوتوله‌ای در صورت فلکی خرس بزرگ است. در فاصله حدود ۶۵ میلیون سال نوری (۲۰ مگاپارسک) از زمین است. ان‌جی‌سی ۳۰۷۳ توسط ستاره‌شناس ویلیام هرشل در اول آوریل ۱۷۹۰ کشف شد. کهکشان ان‌جی‌سی ۳۰۷۳ متعلق به گروه ان‌جی‌سی ۳۰۷۹ است.

## نگارخانه

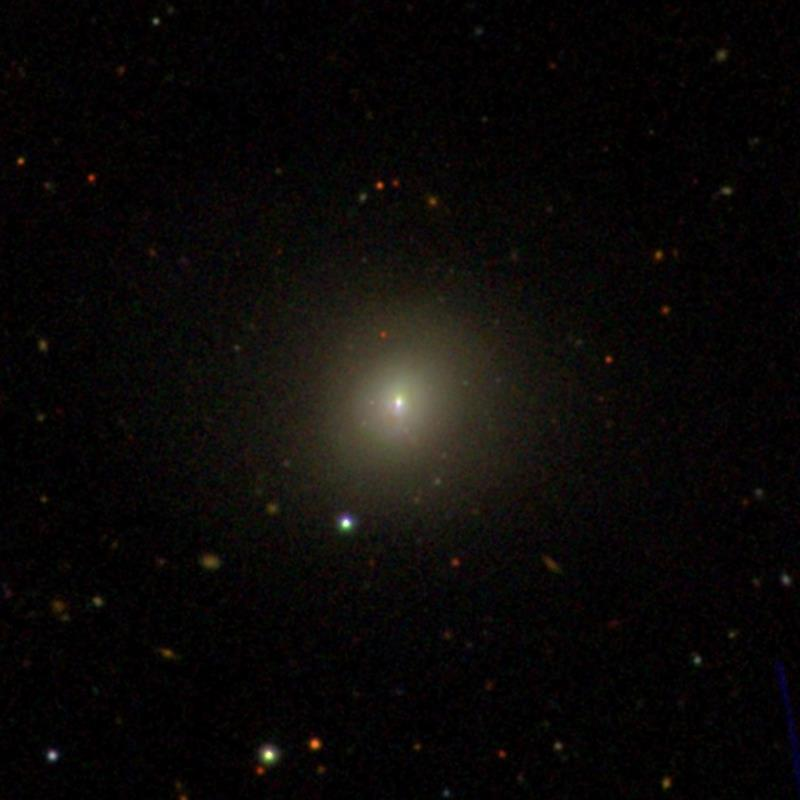
NGC 3073 ( SDSS )